# Mevenstedt
Mevenstedt ist ein Ortsteil der Gemeinde Worpswede im niedersächsischen Landkreis Osterholz.

## Geografie und Verkehrsanbindung
Mevenstedt liegt nordöstlich des Kernortes Worpswede an der Landesstraße L 153.
Westlich des Ortes fließt die Hamme, ein Quellfluss der Lesum.

### Naturschutzgebiete
Westlich des Ortes und westlich der Hamme liegen fünf Naturschutzgebiete:
- Torfkanal und Randmoore (196,6 ha)
- Moor bei Niedersandhausen (254 ha)
- Wiesen und Weiden nordöstlich des Breiten Wassers (153 ha)
- Pennigbütteler Moor (185 ha)
- Breites Wasser (203,0 ha)

## Geschichte
Mevenstedt wurde im Jahr 1782 im Zuge der Moorkolonisierung gegründet.